# أحمد شاغو
أحمد شاغو هو لاعب كرة قدم مغربي من مواليد 27 نوفمبر 1987، يشغل مركز مدافع بنادي الرجاء البيضاوي.

## مسيرته الدولية
في يناير 2014، قام المدرب حسن بنعبيشة باستدعاء شاغو للعب ضمن صفوف المنتخب المحلي المشارك في كأس الأمم الأفريقية للمحليين 2014. ساعد المنتخب في تجاوز مرحلة المجموعات بعد تعادلين أمام كل من المنتخب البوركيني والمنتخب الزيمبابوي و فوز على المنتخب الأوغندي. لكنه أقصي في دور الربع على يد المنتخب النيجيري في مباراة هتشكوكية انتهت ب 3/4 لصالح النيجيريين.

## روابط خارجية
- أحمد شاغو على موقع قاعدة بيانات كرة القدم.إي يو (الإنجليزية)
- أحمد شاغو على موقع ناشيونال فوتبول تيمز (الإنجليزية)